# Bajor
Bajor is een fictieve planeet uit het Star Trekuniversum.

## Bajor
Bajor is de thuiswereld van de Bajoranen. Bajor is de zesde planeet rond de ster Bajor-B'hava'el en ligt in het Alfa-kwadrant. De planeet heeft vijf manen. Bajor draait in 26 uur om haar as, dus een dag duurt er 26 uur. Het is een M-klasse-planeet, wat betekent dat er grote hoeveelheden vloeibaar water zijn en dat de atmosfeer hoge stikstof- en zuurstofconcentraties bevat. 
Omdat Bajor een groenachtige atmosfeer heeft, lijken de oceanen gezien vanuit de ruimte een groenige kleur te hebben. Er zijn twee grote continenten op de planeet. De belangrijkste stad is Dahkur: hier woont de Kai, de belangrijkste spirituele leider van de Bajoranen.
Het Bajoraanse sterrenstelsel heeft 14 planeten. De bekendste zijn:
- Bajor VI, meestal gewoon Bajor genoemd
- Bajor VII, met minstens drie manen
- Bajor VIII, waar zich zes koloniën bevinden, is ook bekend onder de naam Andros
- Bajor IX, een gasreus en de grootste planeet in het stelsel

## Geschiedenis
Bajor herbergt een van de oudste beschavingen van het Alfa-kwadrant. De ondergrondse stad B'Hala is meer dan 30.000 jaar oud. Rond de 16e eeuw (Aardse jaartelling) maakten de Bajoranen al interstellaire vluchten. Tussen 2328 en 2369 werd Bajor bezet door het aangrenzende Cardassiaanse Rijk. Na de terugtrekking van de Cardassianen werd er een tijdelijke regering opgezet, die tot taak had de geplunderde planeet te reorganiseren. Deze regering sloot een overeenkomst met Starfleet over het door de Cardassianen achtergelaten ruimtestation Terok Nor, dat werd omgedoopt tot Deep Space Nine. Tussen 2369 en 2373 was het erg onrustig op Bajor, daar er diverse partijen waren die de regering omver probeerden te werpen. In dat laatstgenoemde jaar begon Bajor met de procedures om het lidmaatschap van de Verenigde Federatie van Planeten aan te vragen. Vrij snel daarna vielen de Dominion het Alfa-kwadrant binnen. Bajor werd in 2373-2374 bezet en twee jaar later, nadat de Dominion was verslagen, hervatte Bajor de voorbereidingen voor de toetreding tot de Federatie.